# Sun Dome Fukui
Sun Dome Fukui (jap. サンドーム福井 San Dōmu Fukui) – wielofunkcyjna hala sportowa znajdująca się w Echizen, w prefekturze Fukui, w Japonii.
Odbyły się tu w 1995 roku Mistrzostwa Świata w Gimnastyce Artystycznej. Pojemność hali wynosi 10 tys. osób.

## Obiekty
Pawilon nr 1
Powierzchnia: 20 46m² (35ｍ na 58,5 ｍ)
Wysokość: 6-9m
Obciążenie podłogi: 3t
Pawilon nr 2
Powierzchnia: 1855m² (35ｍ na 53ｍ)
Wysokość: 8,7-6,5ｍ
Obciążenie podłogi: 3t
Wielofunkcyjna sala
Powierzchnia: 200m²
Stała Sala Wystaw
Cafe Restaurant
Główna Sala Wystaw
Powierzchnia: 486m² (19,5ｍ na 25ｍ)
Wysokość: 5,3ｍ
Obciążenie podłogi: 0,4t
3 pokoje konferencyjne: 46m², 36m², 22m²